# József Eötvös

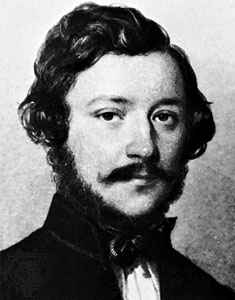
József Eötvös

József Eötvös (n. 3 septembrie 1813, Buda, Imperiul Austriac – d. 2 februarie 1871, Pesta, Austro-Ungaria) a fost un politician liberal și scriitor maghiar, tatăl fizicianului Loránd Eötvös.
Începând cu anul 1841 s-a pronunțat pentru emanciparea evreilor din Ungaria, spre nemulțumirea majorității opiniei publice. La inițiativa sa, în anul 1848, Parlamentul Ungariei a adoptat legea pentru egalitatea în drepturi a evreilor. Punerea în aplicare a legii s-a lovit de opoziția cercurilor naționaliste. Legea a fost abrogată după înfrângerea Revoluției Maghiare de la 1848.
Încă în timpul Revoluției de la 1848 a avut divergențe de opinie cu Lajos Kossuth, cu al cărui radicalism nu a fost de acord. În urma acestor divergențe s-a retras la München. După Patenta din Februarie a revenit în Ungaria ca adept al loialiștilor, care preconizau reconcilierea cu Austria. A fost unul din colaboratorii fideli ai lui Ferenc Deák. Împreună cu István Széchenyi și cu Ferenc Deák a constituit „fracțiunea pacifistă” din timpul erei liberale (1860-1867).
În calitate de ministru al educației a susținut înființarea la Cluj a unei universități cu predare în limbile maghiară, română și germană. Demersurile sale au fost zădărnicite de cercurile naționaliste maghiare, care în anul 1872, la un an după moartea sa, au reușit înființarea Universității Franz Josef din Cluj, cu predare în limba maghiară și doar cu catedre de limba română, respectiv germană.
Lucrarea sa A nemzetiségi kérdés a fost tradusă în română de Sever Bocu sub titlul Chestiunea de naționalitate, Arad, Tipografia George Nichin, 1906.
A fost președinte al Academiei Maghiare de Științe, începând cu anul 1866.

## În conștiința publică
Satul Otvești (în magiară: inițial Eötvösfalva, ulterior Eötvösd) a fost numit în cinstea lui Eötvös. 